# Ravensbourg
Ravensbourg (en allemand : Ravensburg) est une ville de Haute-Souabe dans le land Bade-Wurtemberg (sud-ouest de l'Allemagne), capitale de l'arrondissement éponyme. Elle compte environ 50 000 habitants.
La vieille ville fortifiée conserve un beau bloc de bâtiments anciens, au bout de la Marktstraße, constitué par l'hôtel de ville (Rathaus, XIVe et XVe siècles) et la Blaserturm, tour d'horloge carrée (XVe et XVIe siècles).
Dans l'église Notre-Dame (Liebfrauenkirche) se trouve une copie , datant de 1935 de la Vierge de miséricorde de Ravensbourg ; l'original est au Bode-Museum à Berlin.
La ville est le siège de Ravensburger, une entreprise allemande spécialisée dans la fabrication et la distribution de jeux, jouets, livres et puzzles, créée en ce lieu en 1883.

## Histoire
Appartenances historiques
Comme toutes les villes allemandes, est a suivi l'évolution politique du pays : 
- Duché de Souabe 1088-1191
- Saint-Empire 1191-1276
- Saint-Empire (Ville libre) 1276-1803
- Électorat de Bavière 1803–1806
- Royaume de Bavière 1806–1810
- Royaume de Wurtemberg 1810–1871
- Empire allemand 1871-1918
- République de Weimar 1918–1933
- Reich allemand 1933–1945
- Allemagne occupée 1945–1949>
- Allemagne de l'Ouest 1949–1990
- Allemagne 1990-présent

## Jumelages
- Montélimar (France) depuis 1965
- Rivoli (Italie) depuis 1983
- Brest (Biélorussie) depuis 1990
- Coswig (Allemagne) depuis 1990
- Rhondda Cynon Taf (Pays de Galles) depuis 1993
- Varaždin (Croatie) depuis 2003

## Manifestations culturelles et sociétés
À Ravensbourg, le marché se tient tous les jours dans le centre historique.

Ravensbourg est pourvue d'un musée dans lequel se tient bon nombre d'expositions et d'évènements, d'un théâtre, d'une bibliothèque et du centre créatif capucin propices aux évènements culturels.